# Bob Beckham
Robert Joseph Beckham (8 juillet 1927 - 11 novembre 2013) est un éditeur de musique country américain basé à Nashville, qui a encadré des générations d'auteurs-compositeurs à la tête de Combine Music Publishing de 1964 à 1989.Il a joué un rôle central dans la carrière de Kris Kristofferson et a guidé d'autres artistes dont Dolly Parton, Larry Gatlin, Tony Joe White et Billy Swan.